# الس‌لو
الیسلو (به هلندی: Elsloo) یک منطقهٔ مسکونی در هلند است که در اوست‌استلینگ‌ورف واقع شده‌است. الیسلو ۵۹۲ نفر جمعیت دارد.